# Raúl Blanco Cervantes
Raúl Blanco Cervantes (10 de abril de 1903 - 7 de mayo de 1979) fue un médico cirujano y político costarricense. Ejerció el cargo de Ministro de Salubridad Pública durante el gobierno de facto de la Junta Fundadora de la Segunda República y luego ejercería dos veces el cargo de vicepresidente entre 1953-1956 y 1962-1966 al lado de José Figueres Ferrer y Francisco Orlich Bolmarcich respectivamente.

## Biografía
Nacido en una familia de clase media, hijo de un comerciante y ama de casa, Blanco fue el tercero de seis hijos. Cursó estudios secundarios en el Liceo de Costa Rica y luego viajó a Europa donde cursó medicina en las universidades de Leipzig, Jena y Múnich donde se gradúa como médico cirujano en 1929. Regresa a Costa Rica y labora en el Hospital San Juan de Dios. Blanco desposó a Dora Martén Chavarría en 1938 con quien residió por un tiempo en el Sanatorio Durán en Cartago del cual fue director, para finalmente radicarse definitivamente en la provincia de San José. Tuvo seis hijos.
Blanco enfocó buena parte de su carrera en el combate a la tuberculosis, mal que en aquel entonces causaba estragos en Costa Rica y era de muy difícil tratamiento. Motivado por una tragedia personal pues su hermana falleció del mal, además de su labor en el Sanatario fundado por el presidente y médico Carlos Durán Cartín, Blanco creó el Hospital Anti-Tuberculoso de San José que en 1975 fue renombrado como Hospital Raúl Blanco Cervantes y especializado como centro geriátrico nacional. Blanco también ocupó los cargos de fiscal, vocal y presidente del Colegio de Médicos y Cirujanos de Costa Rica, presidente de la Sociedad Centroamericana de Tisiología, miembro del American College of Chest Physicians, miembro honorario de la Sociedad Mexicana de Tisiología y miembro del Comité de Expertos en Tuberculosis de la Organización Mundial de la Salud.
Blanco sería parte del grupo rebelde Ejército de Liberación Nacional que iniciaría la revuelta contra el gobierno «caldero-comunista» de Teodoro Picado Michalski dando inicio a la Guerra civil de Costa Rica de 1948 que finalizó con el triunfo rebelde, siendo parte del gobierno de la Junta posterior y luego sería electo vicepresidente por medios democráticos como parte de la papeleta del Partido Liberación Nacional.